# Costa Dorada (Baja California)
La Costa Dorada es una región del noroeste de la península de Baja California. Es uno de los lugares más visitados de México. La Costa Dorada es una de las zonas más ricas y más desarrollada en México.
Justo al sur de California, la Costa Dorada se compone de todas las costas del noroeste de la península de Baja California. Su casco urbano es una continuación de la Costa Sur de la zona urbana, y en general, se extiende desde el sur de California, de la ciudad de Oxnard a Rosarito. Las dos regiones comparten mucho intercambio cultural y económico.
Las ciudades más grandes de la Costa de Oro son Tijuana, Ensenada y Rosarito. 

## Historia
La zona moderna de la Costa Dorada tiene sus raíces miles de años en la prehistoria cuando los Kumeyaay habitaron en la zona. Los primeros exploradores europeos en llegar a la zona fueron ibéricos marinos, siendo el primero Juan Rodríguez Cabrillo en 1542, viajó a la línea de costa. Bajo las órdenes del virrey de la Ciudad de México, en 1602 Sebastián Vizcaíno realizó los mapas de la costa de las Californias en detalles extraños en busca de puertos naturales para españoles galeones. 
La región forma parte de una zona que una vez perteneció a la España imperial y estaba bajo la jurisdicción de la Provincia de las Californias. Las Californias fueron divididas cuando México ganó su independencia de España en la Alta California y Baja California. Después de la guerra mexicana-americano, las Californias se convirtieron en una discontinua internacional, California se convirtió en un territorio de los Estados Unidos de América.
Los orígenes del fomento turístico de esta región se deben al arreglo económico entre las tres empresas cuyos proyectos de resorts se articularon en las tres localidades urbanas más importantes de la zona costa: el Rosarito Beach Hotel, el Hotel Riviera de Ensenada y el Casino Agua Caliente de Tijuana. En los tres casos, la presencia de Abelardo L. Rodríguez resultó evidente, ya sea a través de testaferros o de su firma y puño y letra. De los tres inmuebles antes mencionados, solamente el de Rosarito conserva el giro de hostelería privada. 
La doctora Nora Bringas de El Colegio de la Frontera Norte es una especialista en la oferta turística de esta región. 

## Ecología
La Costa Dorada de Baja California está situada en una zona donde el chaparral de California y los bosques de la ecorregión terrestre son frecuentes. Esta ecorregión está dentro de los bosques mediterráneos, bosques y matorrales también tienen similares subregiones ecológicas donde los diferentes tipos de flora y fauna existentes incluyendo la costa de California y la salvia ecorregión del chaparral.

## Ciudades
Las ciudades más grandes de la Costa Dorada de Baja California se encuentran en una franja que va desde Tijuana hasta Ensenada. El área urbana entre estas ciudades es casi continua, con excepción de las no desarrolladas.
La ciudad más grande en la zona es Tijuana y es conocida como la ciudad fronteriza más visitada del mundo. TJ, como se le conoce comúnmente, es conocida por su icono cultural, la Avenida Revolución. Sector turístico más grande de Tijuana, es también en parte atribuido a San Diego, por el área metropolitana internacional. Tijuana sirve tiene arte, música, cultura, deportes, y el centro de la innovación en la Costa Dorada. La ciudad también es conocida por su industria, en las que miles de personas están empleadas.
Dentro de la zona metropolitana de Tijuana, en la costa de Playas de Rosarito se practican deportes acuáticos y gringo resort junto al mar en la Costa dorada, 25 minutos al sur de la frontera de California y Baja California. La economía de la ciudad se basa en los ingresos que generan por sus resorts de golf, parque de diversiones, y atractivos ecoturísticos. Rosarito es también el hogar de la tercera carrera ciclista más grande en América del Norte. La cocina de Rosarito se centra principalmente en productos del mar y los mariscos.
Ensenada es la segunda ciudad más grande en la Costa de Oro y esta aproximadamente 74 millas (119 km) al sur de Tijuana. Conocida como un centro para la producción de vino, el Valle de Guadalupe de la Gran Ensenada es una localidad del vino que, en parte, comenzó en las bodegas de Valle de Napa en el San Francisco Bay Area. El puerto de Ensenada, ubicado cerca del centro de la ciudad, mantiene las terminales de carga y de cruceros, además de puertos pesqueros más pequeños. Los cruceros arriban a los puertos cercanos de Los Ángeles, Long Beach y San Diego.

## Recreación
La Bahía de Todos los Santos está salpicada de lugares que incluyen el surf Siete Hermanas y la Isla de Todos Santos. La costa cercana y los alrededores de Ensenada cuenta con varios resorts y las comunidades marinas en Baja Mar y La Salina. El puerto de Ensenada es un destino de cruceros llenos de pesca deportiva en las instalaciones del puerto deportivo. El área de los alrededores de la Bahía de San Quintín es la zona más tranquila de la Costa de Oro ya que carece de la población. San Quintín es históricamente una pequeña comunidad rural conocida por su caza, pesca, vela, y las oportunidades culturales históricos.